# Almos (książę)

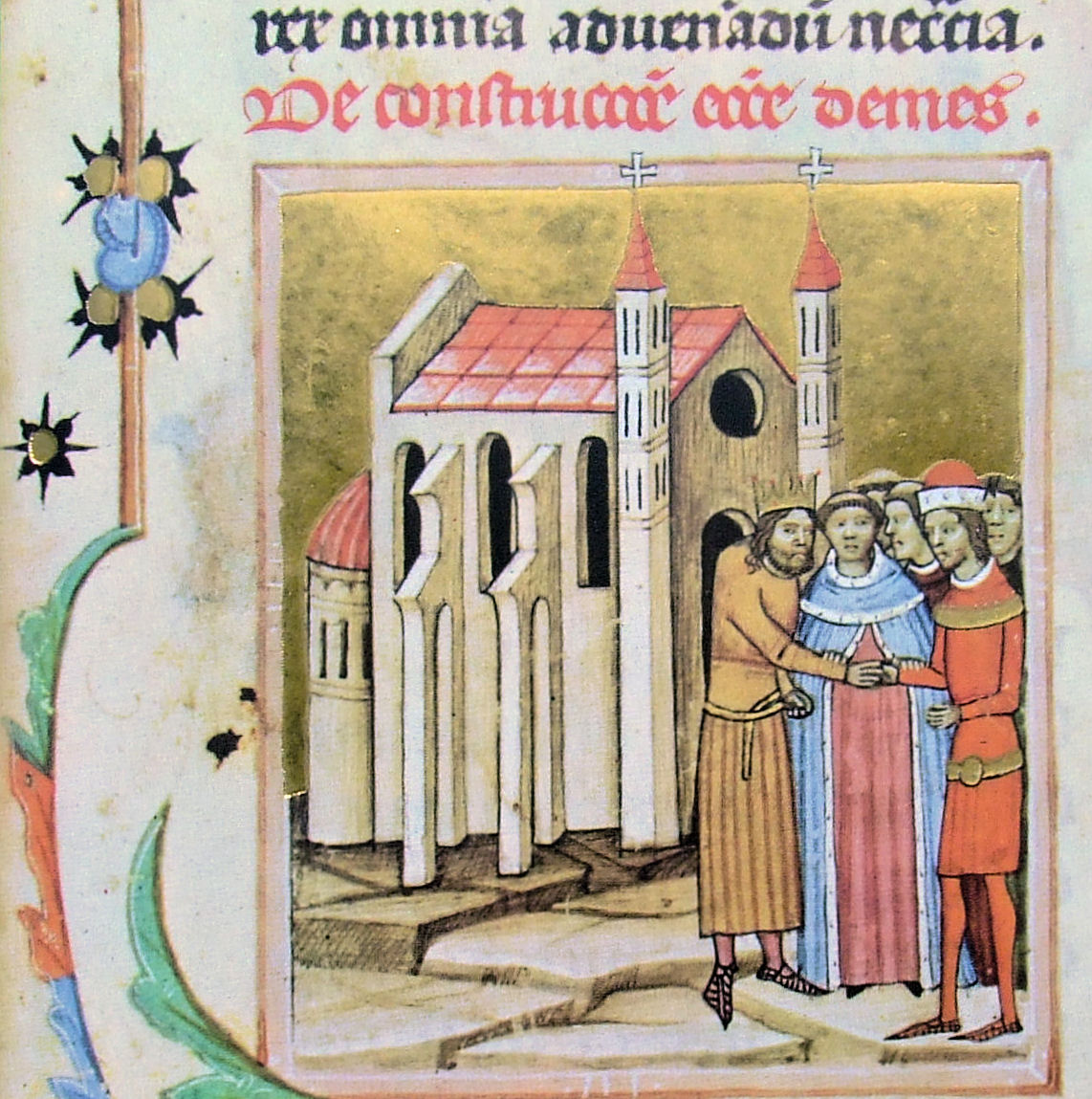
Spotkanie Almosa z Kolomanem

Almos (węg. Álmos) (ur. ok. 1075, zm. 1127 w Bizancjum) – królewicz węgierski, król Slawonii od 1091 roku z dynastii Arpadów.

## Życiorys
Był młodszym synem Gejzy I i bratem Kolomana Uczonego. W 1091 roku został osadzony przez swojego stryja, króla Władysława I Świętego w Slawonii.
W 1098 roku Almos wystąpił z pretensjami tronu i rozpoczął walkę ze swoim bratem, królem Kolomanem. Zakończyły się one tym, że na rozkaz Kolomana Almos został oślepiony wraz ze swoim synem Belą i uwięziony w Dömös.
W 1104 roku poślubił Przedsławę, córkę Światopełka II, wielkiego księcia kijowskiego. Z tego małżeństwa pochodzili Bela II Ślepy, Adelajda i Jadwiga. Część badaczy sądzi, że jego córką była też Elżbieta, pierwsza żona Mieszka III Starego.
W 1137 roku Bela II sprowadził zwłoki ojca na Węgry i kazał je pochować w Székesfehérvár.